# Biterrois
Das Biterrois ist eine région naturelle in Frankreich, die im Westen des Departements Hérault, rund um die Stadt Béziers, liegt. Biterrois ist hauptsächlich eine Weinbauregion.

## Die Grenzen des Biterrois
Das Biterrois grenzt sich traditionell gegen die Region Montpellier ab, wodurch sich das Department Hérault auf natürliche Weise in Osten und Westen, zwischen Béziers und Montpellier, aufteilt. Diese Trennung drückt sich auch auf kultureller Ebene aus, unter anderem in den sportlichen Gepflogenheiten der Region: im Biterrois erfreut sich Rugby großer Beliebtheit, während im Osten des Departements Fußball stärker verbreitet ist. Zwischen diesen beiden geographischen Einheiten fungiert der Fluss Hérault in etwa als Grenze.
Im Osten grenzt dieses Gebiet ans Mittelmeer, zwischen den Mündungen der Flüsse Hérault und Aude. Entlang der Küste liegen die beliebten Badeorte Valras-Plage, Sérignan-Plage und Portiragnes-Plage. Weiter östlich, in der Gemeinde Vias, markiert Farinette-Plage die Grenzen des Biterrois, ebenso wie Grau de Vendres und seine beliebten Strände im Süden.
Die westlichen Grenzen des Biterrois sind nur vage definiert und variieren je nachdem, welche Kriterien herangezogen werden. Wird zum Beispiel das Verbreitungsgebiet der regionalen Tageszeitung Midi libre als Kriterium angewendet, dann umfasst Biterrois Bédarieux und Saint-Pons. Andere Kriterien sind das Einflussgebiet der Stadt Béziers in Bezug auf den beruflichen Pendelverkehr oder die wirtschaftliche Attraktivität. In diesem Falle umfasst das Biterrois dann ein Gebiet vom Mittelmeer bis zum Sommail-Gebirge und dem Espinouse.
Mehrere Dörfer im Biterrois tragen den Namen Béziers, zum Beispiel Murviel-lès-Béziers, Thézan-lès-Béziers, Villeneuve-lès-Béziers, Cazouls-lès-Béziers und Lieuran-lès-Béziers.
Es besteht eine traditionelle Konkurrenz zwischen den Bewohnern des Biterrois und Montpellier, die als Hauptstadt der Region um einiges wohlhabender ist.

## Geschichte
Spuren menschlicher Besiedlung reichen bis in das 8. bis 6. Jahrhundert v. Chr. zurück. Aus dieser Zeit stammt die Nekropole von Puisserguier sowie die Siedlungsstätte Oppidum d’Ensérune. Außerdem haben zahlreiche Dolmen die Jahrtausende überdauert. Betara wurde durch griechische Siedler im 7. Jahrhundert v. Chr. gegründet.
In der Antike gründeten die Römer die Kolonie von Béziers. Die sich dadurch entwickelte Stadt wurde im Mittelalter von Stadtmauern umgeben. Im Jahre 1209 wurde Béziers während des albigensischen Kreuzzuges gegen die Katharer geplündert.
Im Mittelalter entstanden zahlreiche Burgen rund im Béziers, die im Laufe des 16. und 17. Jahrhunderts in prachtvolle Schlösser (châteaux) umgewandelt wurden. Viele sind bis heute regionale Sehenswürdigkeiten, insbesondere das Château de Ribaute und das Château de Perdiguier.
Ab der zweiten Hälfte des 19. Jahrhunderts wurde das Haut Languedoc, und insbesondere das Biterrois und Béziers, dank der schnellen Entwicklung des Weinanbaus rasch reicher. Die Region zog daraufhin Großgrundbesitzer aus der Industrie, dem Finanzwesen und anderen Berufen an, die  weitläufige Ländereien erwarben.
Gleichzeitig unterliefen in Béziers prestigeträchtige Veränderungen, um den neuen Wohlstand öffentlich darzustellen. So wurde 1838 die die Paul-Riquet-Alleen zum Herzstück des Stadtlebens und 1848 mit Platanen bepflanzt. Zwischen 1844 und 1870 wurden zahlreiche Monumente erbaut, darunter ein Theater im italienischen Stil, Pont Neuf sowie ein öffentlicher Garten mit zahlreichen Statuen.
Im Stadtzentrum entstanden weitere Alleen, in denen moderne Markthallen errichtet wurden. 1897 wurden Arenen auf dem Pech de Valras gebaut, in denen Kompositionen von Camille Saint-Saëns, Gabriel Fauré oder Déodat de Séverac, der die Oper Héliogabale in Béziers schuf, aufgeführt wurden. Die Stadt zog mehrere Intellektuelle der damaligen Zeit an, insbesondere Frédéric Mistral, der dort in den Jahren 1864 und 1902 weilte.
Im Jahr 1907 sorgte der Preisverfall von Wein für einen Aufstand der regionalen Weinbauern gegen die französische Regierung der Dritten Republik. Die Weinbauern forderten eine Reform des Weinmarktes sowie Preiserhöhungen für Wein.
Am 22. August 1944 wurde das Biterrois von deutscher Besatzung während des Zweiten Weltkriegs befreit.

## Derzeitige Entwicklungen
Das Biterrois bildet ein Becken mit etwa 200.000 Einwohnern, dessen Zentrum die Stadt Béziers ist. Seit 2002 verzeichnet die Stadt ein beträchtliches Bevölkerungswachstum, ebenso wie die Städte und Dörfer in den Außenbezirken. Durch Periurbanisierung entstanden zahlreiche neue Wohnsiedlungen und die ehemaligen Weindörfer verwandelten sich in „Schlafstädte“. Insbesondere Montady, Sérignan, Boujan-sur-Libron, Villeneuve-lès-Béziers und Sauvian sind bezeichnend für diese Veränderungen, die Ende der 1970er Jahre begannen und immer schneller stattfinden.

### SCoT du Biterrois
Im Januar 2004 schlossen sich mehrere Kommunen in der Region zu einem Dachverband für eine nachhaltige Entwicklung des Biterrois-Territoriums zusammen. Das sogenannte SCoT du Biterrois umfasst eine Fläche von 205.000 Hektar mit einer Bevölkerung von etwa 270.000.